# Engelkirche (Hinterhermsdorf)
Engelkirche (český název se nepoužívá, doslovný překlad „Andělský kostel“) stojí na malém návrší v okrajové části obce Hinterhermsdorf v Sasku, asi 4 km jižně od severočeských Mikulášovic, asi 18 km západně od Rumburka. Barokní sakrální stavba pochází z roku 1689. Náleží k Evangelicko-luterské církevní obci Sebnitz-Hohnstein] a je pravidelně využíván k bohoslužbám.

## Historie
První snahy o výstavbu vlastního kostela přišly po třicetileté válce, kdy se do vsi začali stěhovat protestantští uprchlíci ze sousedních Čech (převážně z Mikulášovic). První zaznamenaný požadavek obyvatel vsi z roku 1668 se nesetkal s kladným přijetím. Roku 1688 postihla Hinterhermsdorf epidemie úplavice, která si vyžádala velké množství obětí. Na výšině za vsí byl proto založen nejprve hřbitov a v následujícím roce jej doplnil kostel. Stavba nepříliš složitého chrámu byla svěřena Hansi Hammannovi ze saského Tharandtu a trvala pouhý půlrok. V průběhu následujících staletí si kostel průběžně vyžádal opravy škod způsobených požárem, bleskem, vichřicemi a vodou. Rozsáhlou celkovou rekonstrukcí prošel roku 1846, přičemž ne všechny provedené práce byly v následujících letech kladně hodnoceny. Kromě úpravy fasády byla sjednocena podoba oken, odstraněn byl dřevěný kazetový strop. Aby získal kostel více prostoru pro nové varhany, byla k hlavnímu západnímu průčelí připojena nová reprezentativní přístavba. Nevhodnými zásahy do interiéru byly přemístění sošky křticího anděla z kůru na podlahu a přestavba oltáře na kazatelnu. Při generální opravě kostela roku 1939 byly tyto dvě úpravy navráceny do téměř původního stavu. Křticí anděl se tak znovu vznáší v prostoru lodi, ale ve svých rukách již nedrží křtitelnici. Během této rekonstrukce přibyla také květinová výmalba zábradlí empory. Od 70. let 20. století procházel kostel průběžně menšími i většími opravami. Rozsáhlá sanace jeho vnějšku proběhla v letech 2011–2013 za finanční podpory Evropské unie, Svobodného státu Sasko a Evangelické luterské zemské církve Saska. Během ní prošel rozsáhlou rekonstrukcí krov, nově byla pokryta střecha, obnovena fasáda a základy byly izolovány proti vlhkosti.
Od roku 1999 spravuje hinterhermsdorfský a také saupsdorfský kostel Evangelicko-luterská církevní obec Sebnitz-Hohnstein. Bohoslužby se konají podle aktuálního rozpisu, příležitostně se v kostele konají koncerty. Stavba je chráněna jako kulturní památka pod číslem 09254490.

## Popis
Jednolodní sálový kostel je obdélného půdorysu s rovným závěrem. Fasáda je nečleněná, okna i dveře mají obdélný tvar s půlkruhovým zakončením. Vysokou sedlovou střechu krytou břidlicí zdobí lucerna. Nejvýznamnější prvky mobiliáře tvoří dřevěný křticí anděl z roku 1701, podle kterého dostal kostel svůj název, a třístupňový barokní oltář pocházející z let 1691–1692. Ten je pravděpodobně dílem neznámého českého mistra. Jeho predella zobrazuje Poslední večeři Páně, oltářní obraz Ukřižování Ježíše Krista a vedle něj umístěné medailony portréty evangelistů. Třetí patro oltáře znázorňuje Zmrtvýchvstání Krista, které z obou stran zdobí sošky andělů hrajících na hudební nástroje. Dřevěnou dvouramennou emporu zdobí květinové motivy v lidovém stylu. Varhany z roku 1846 disponují dvěma manuály a 20 rejstříky. Jsou dílem Samuela Heinricha Herolda.

## Okolí kostela
Na návrší kolem kostela se rozkládá dodnes používaný hřbitov s novodobou márnicí. Mezi hroby jsou umístěny dva památníky věnované obětem obou světových válek. Budova fary, umístěná v ulici Oberdorfweg, je s kostelem spojena udržovanou pěšinou.

## Galerie

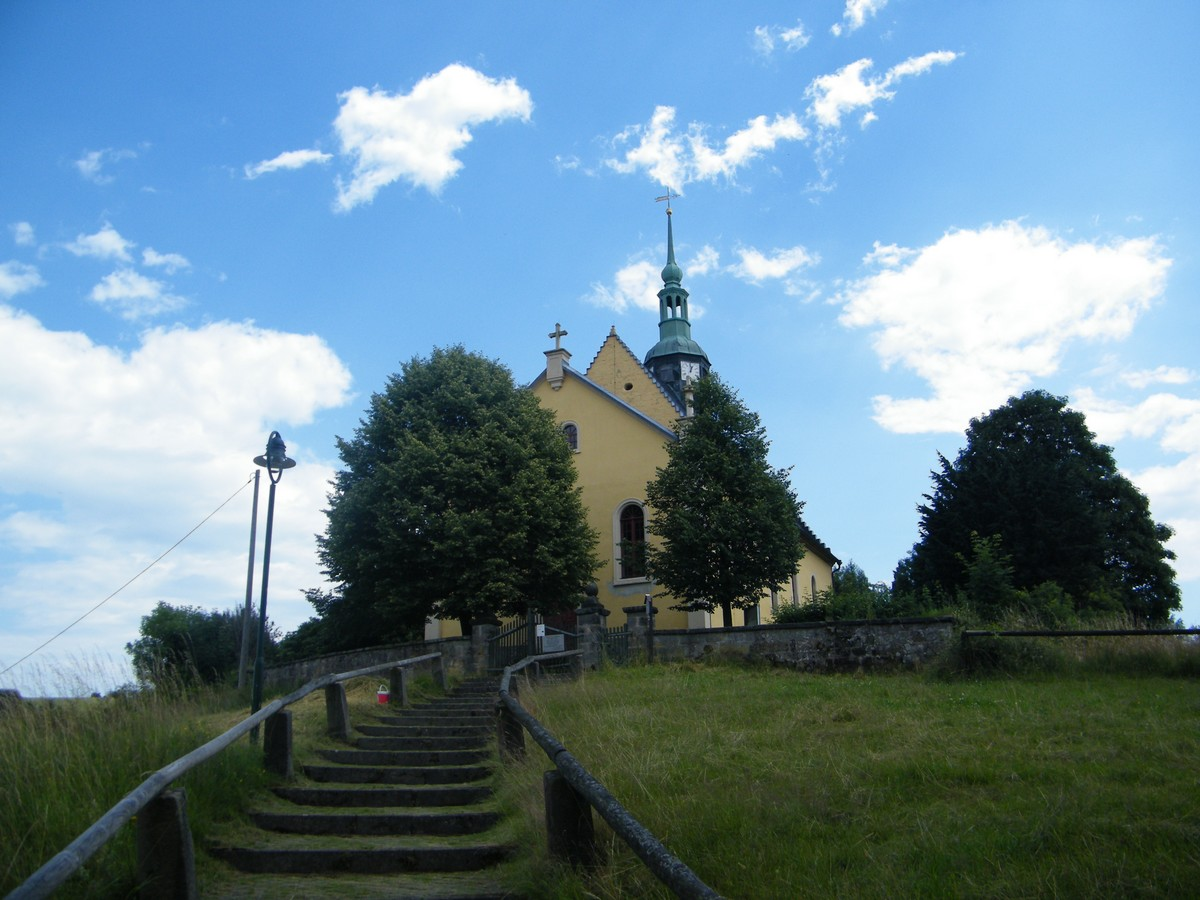
Pohled od hlavního schodiště
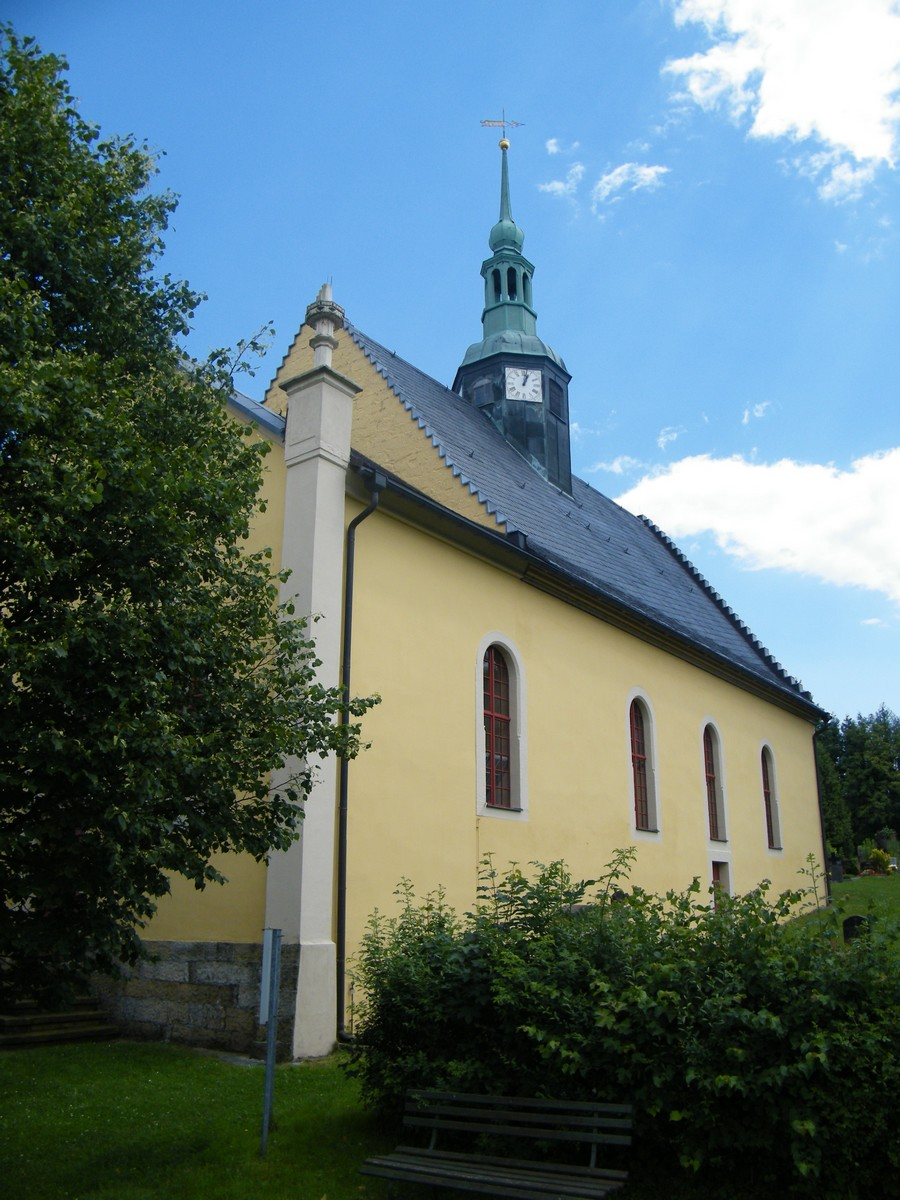
Boční pohled
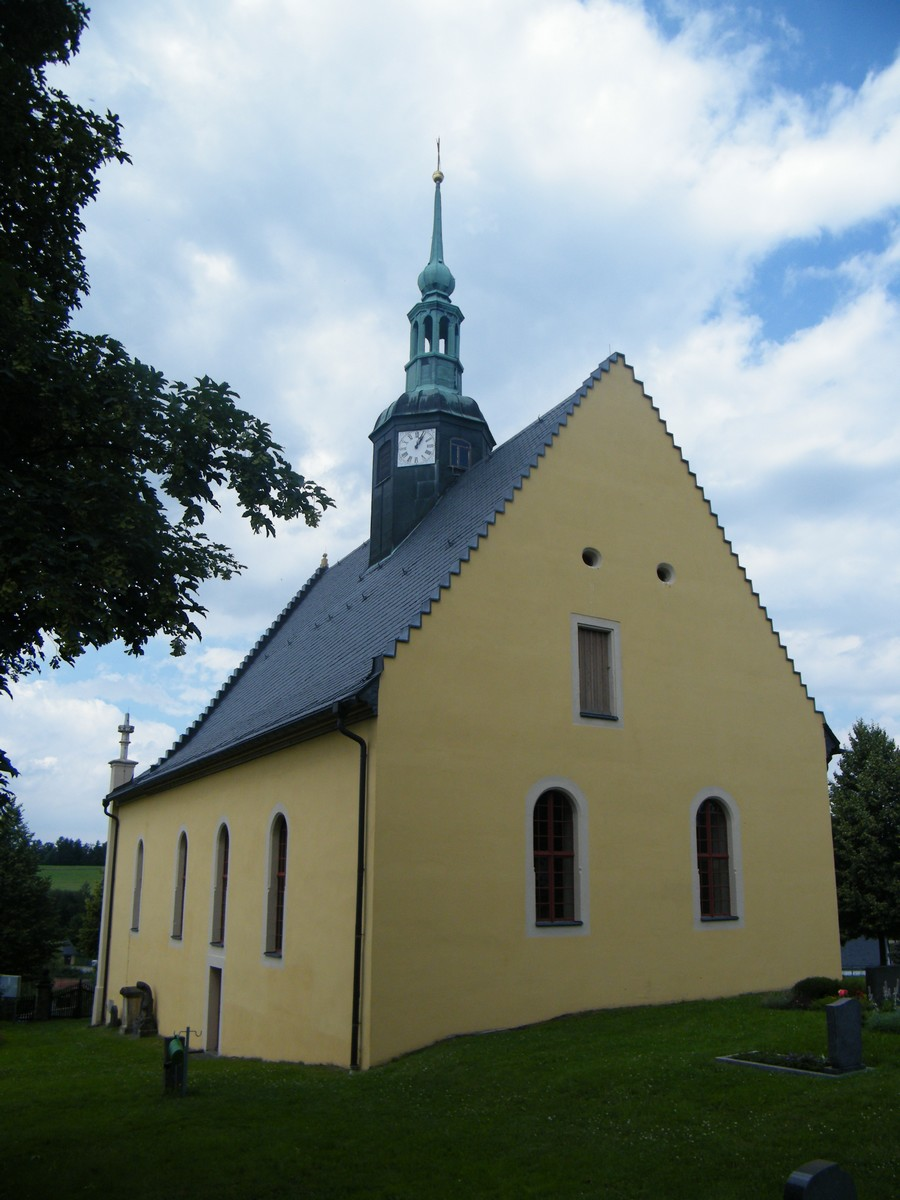
Zadní pohled
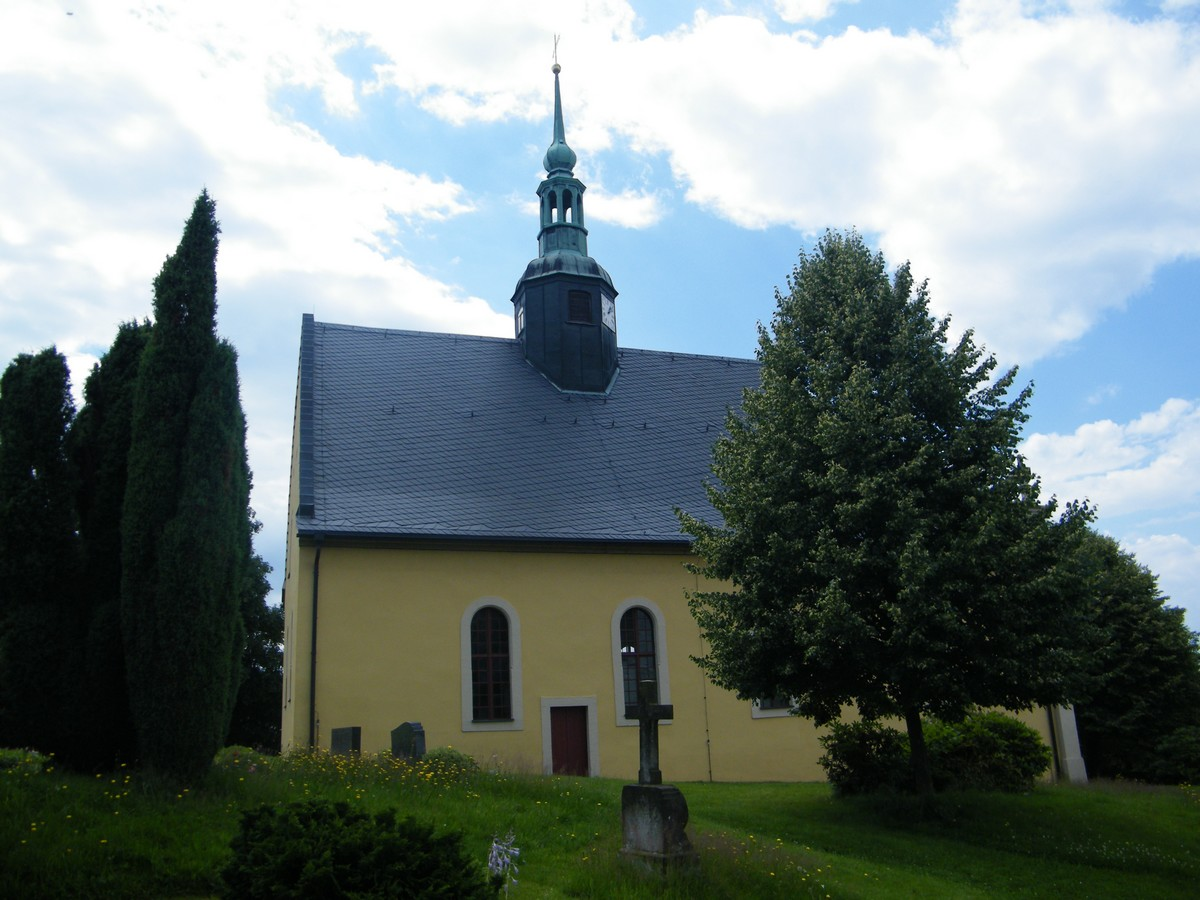
Boční pohled
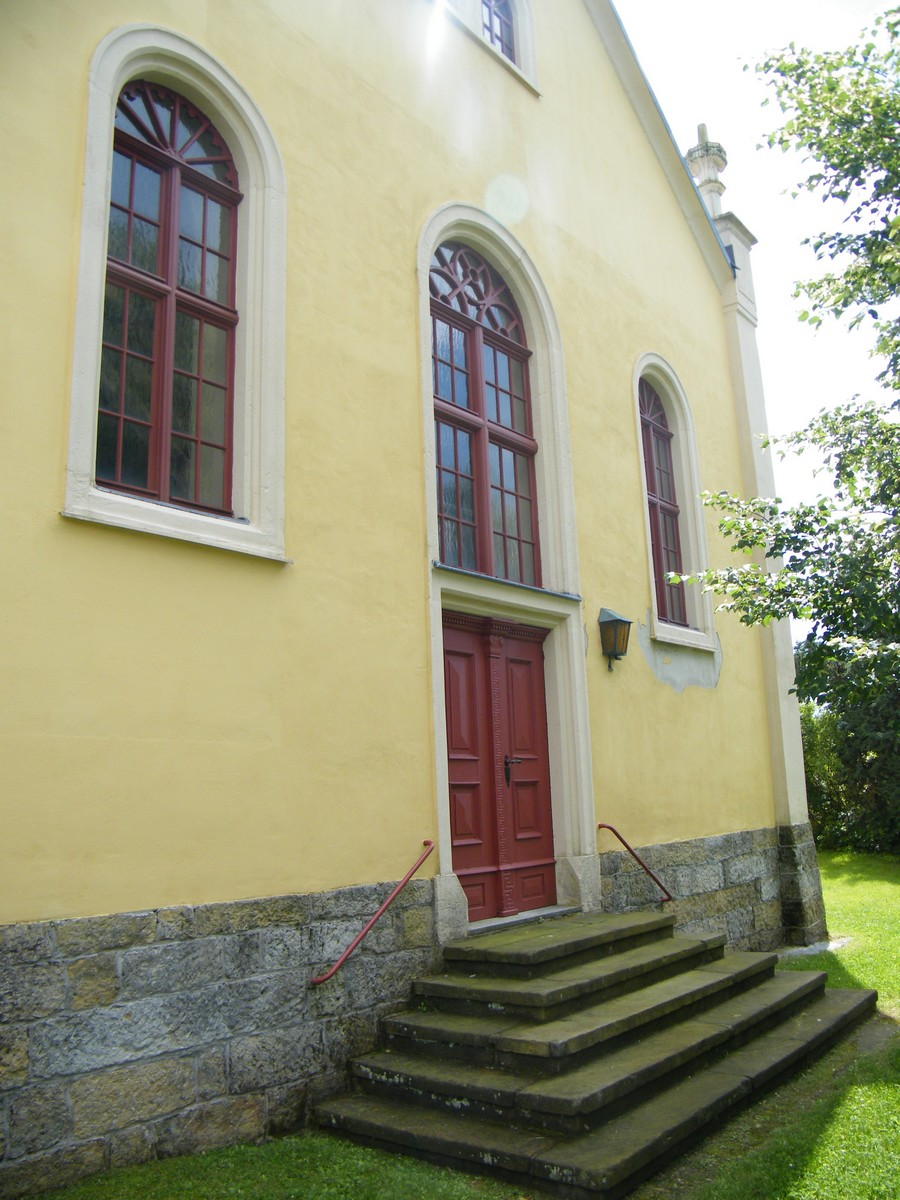
Průčelí
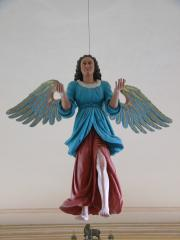
Křticí anděl
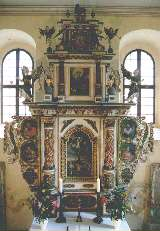
Oltář
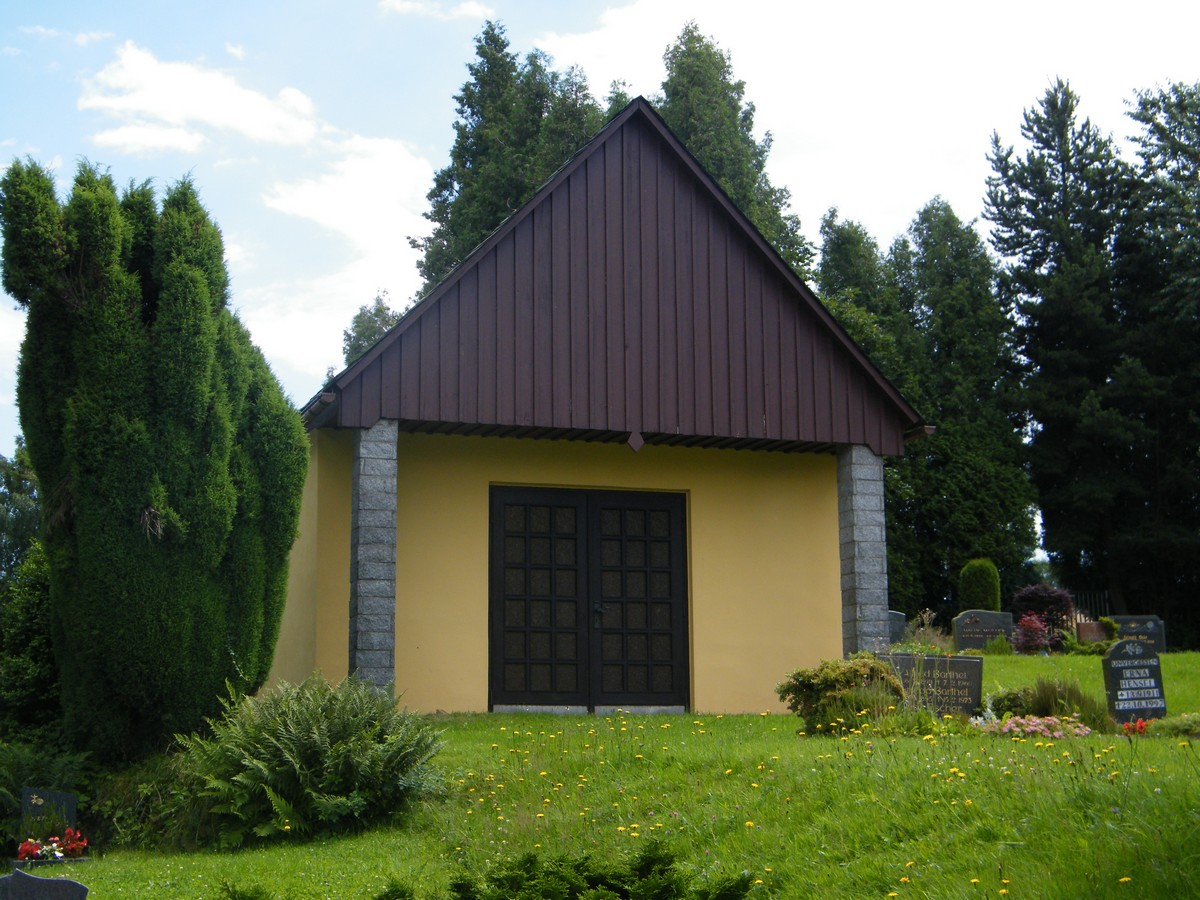
Márnice
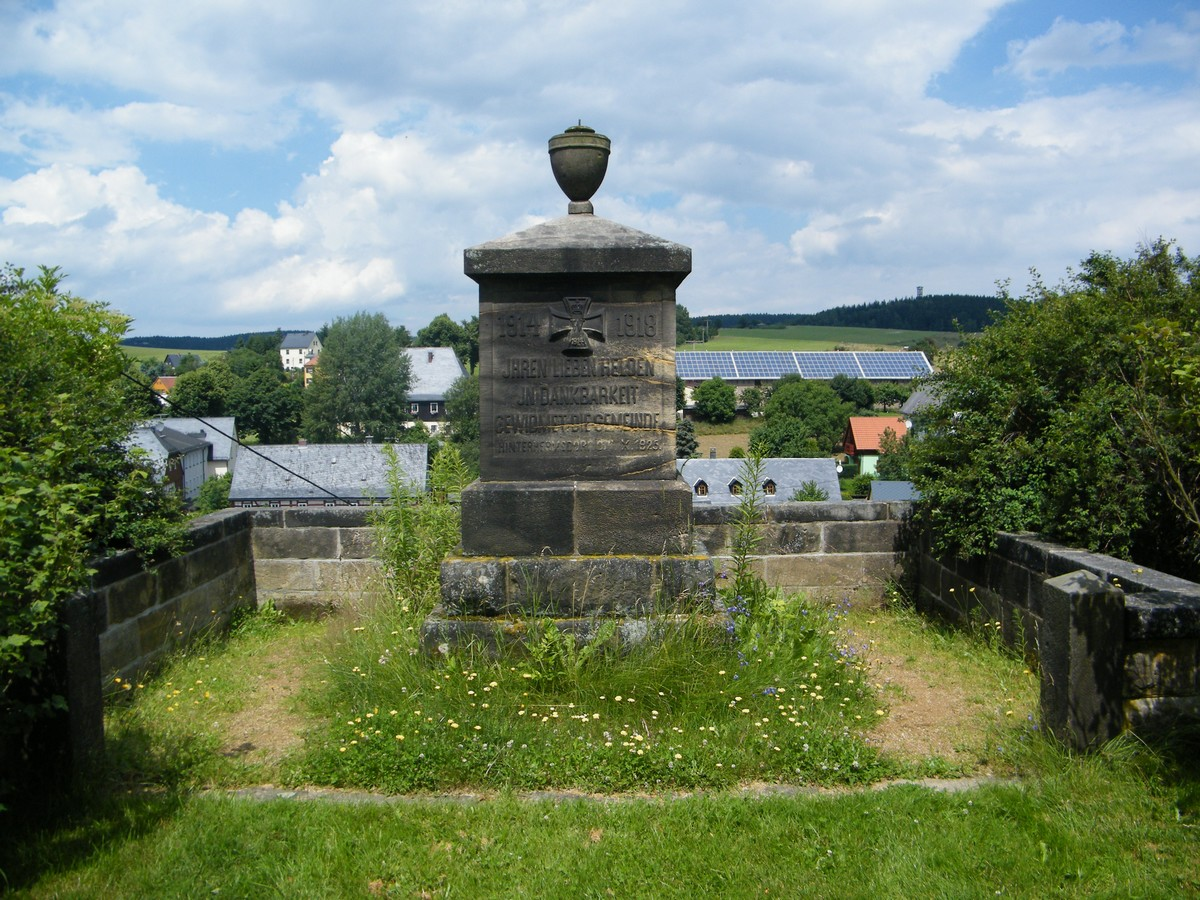
Památník obětem první světové války
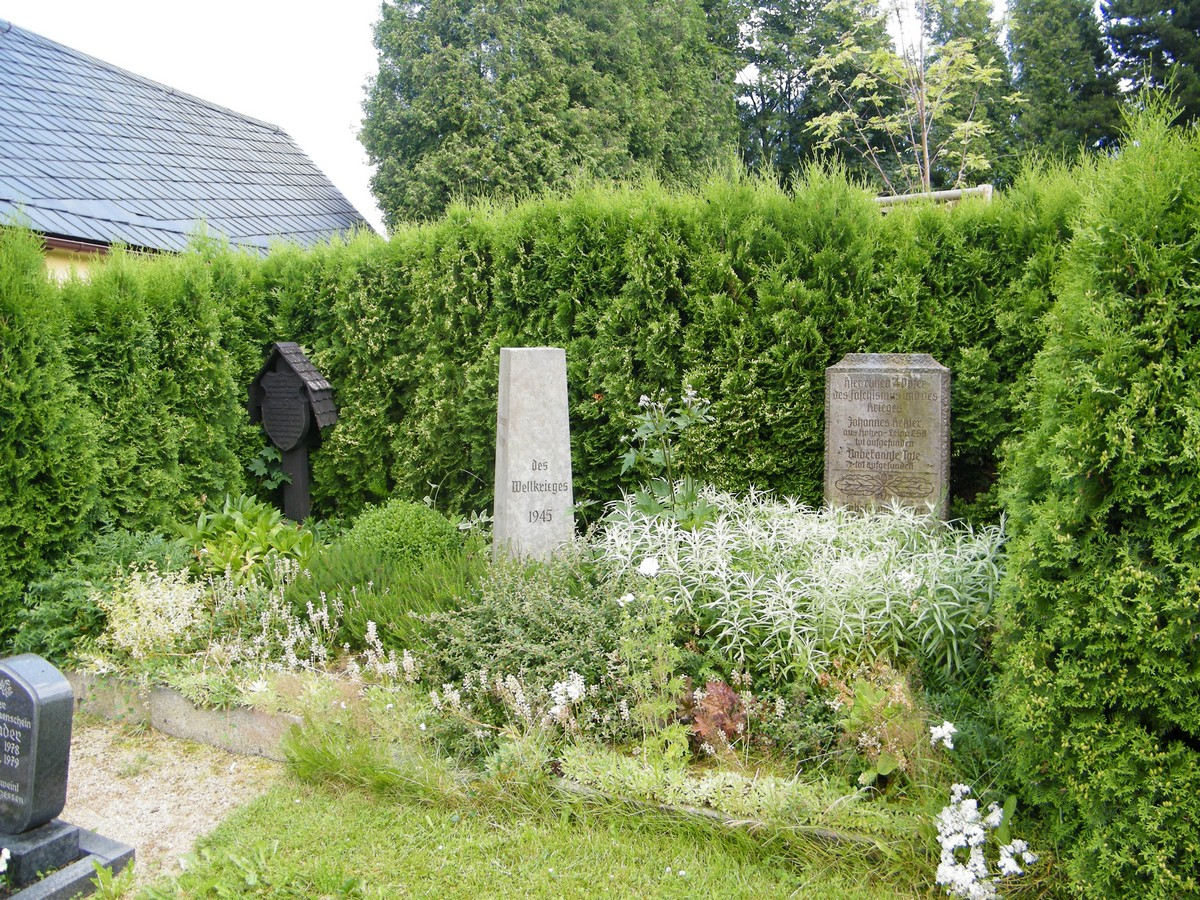
Památník obětem druhé světové války
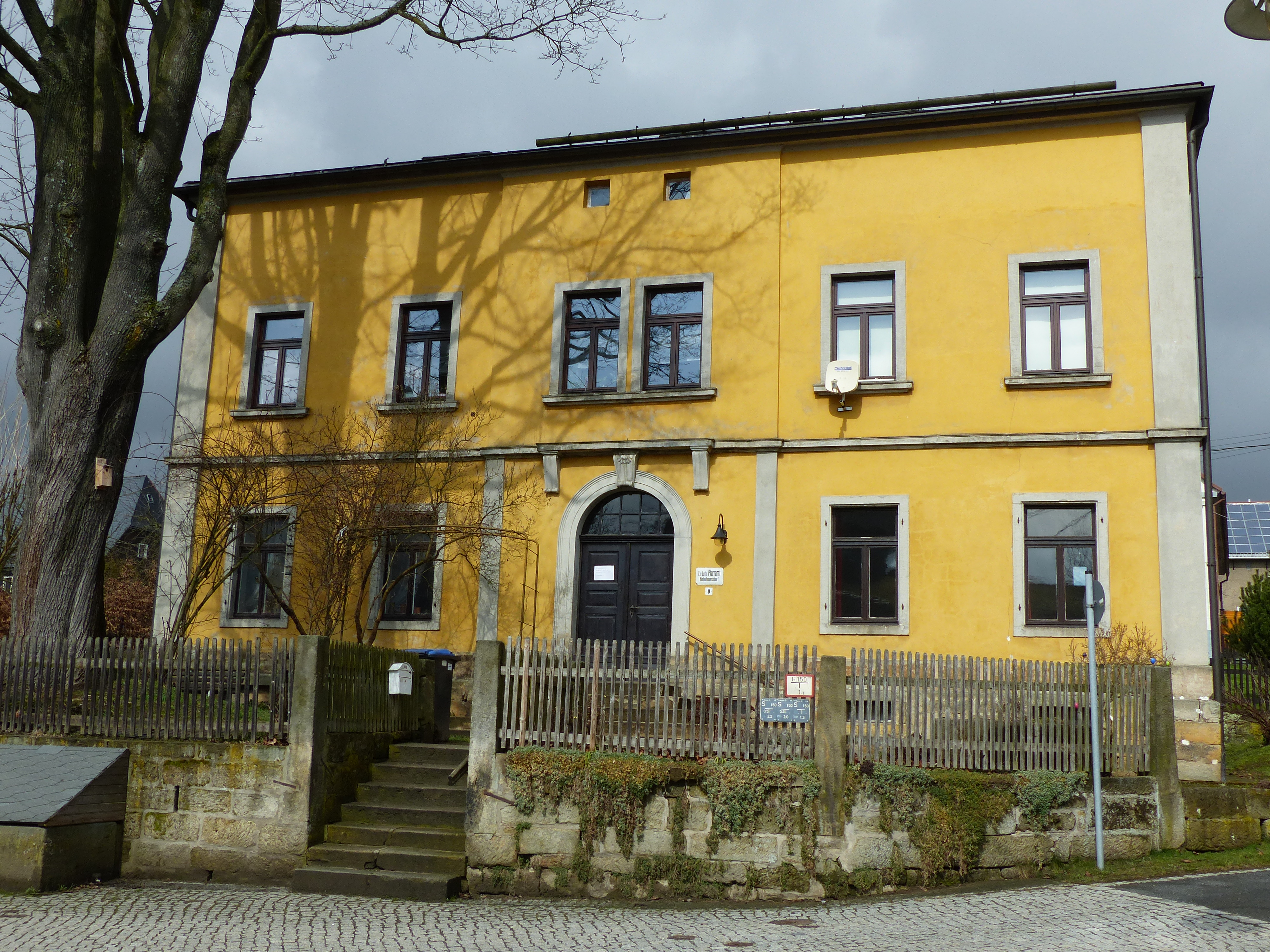
Fara